# Angelica cartilaginomarginata
Angelica cartilaginomarginata là một loài thực vật có hoa trong họ Hoa tán. Loài này được (Makino) Nakai mô tả khoa học đầu tiên năm 1909.